# Le Gendre de ma vie
Pour plus de détails, voir Fiche technique et Distribution.
Le Gendre de ma vie est une comédie française réalisée par François Desagnat sortie en 2018.

## Synopsis
Stéphane et Suzanne ont trois filles : Gabrielle, Alexia et Raphaëlle. Cependant, Stéphane a toujours souhaité avoir un garçon, à telle enseigne qu'il apprécie plus que de raison tous les futurs gendres que ses filles lui présentent. Il appréciera en particulier Thomas, un jeune rugbyman que lui présente sa fille cadette, Alexia. Quand Alexia veut quitter Thomas au profit d'un jeune médecin maladroit, Stéphane ne l'entend pas de cette oreille.

## Fiche technique
Source IMDb
- Titre : Le Gendre de ma vie
- Réalisation : François Desagnat
- Scénario : François Desagnat, Thomas Ruat et Jérôme L'Hotsky
- Adaptation et dialogues :
- Photographie :
- Montage : Béatrice Herminie
- Costumes :
- Décors :
- Musique : Fabien Cahen
- Producteur : Antoine Pezet, Jérôme Corcos, Stéphane Sperry
- Production : Nac Films, Liaison Films et Pathé
- Distribution : Pathé Distribution
- Pays d’origine :  France
- Genre : comédie
- Durée : 100 minutes (1 h 40)
- Dates de sortie : 
  - 19 décembre 2018 en France

## Distribution
Source IMDb
- Kad Merad : Stéphane Legendre, gynécologue, époux de Suzanne
- Julie Gayet : Suzanne Legendre, épouse de Stéphane, mère de Gabrielle, Alexia et Raphaëlle
- Pauline Étienne : Alexia, fille cadette de Stéphane et Suzanne
- François Deblock : Bertrand Lapin, gynécologue, collègue de Stéphane, compagnon d'Alexia
- Guillaume Labbé : Thomas Cazenave, rugbyman, compagnon, puis ex d'Alexia
- Zabou Breitman : Christelle, la cheffe de clinique
- Chloé Jouannet : Raphaëlle, la fille benjamine de Stéphane
- Louise Coldefy : Gabrielle, la fille ainée de Stéphane
- Jérémy Lopez : Julien, le sommelier et fiancé de Gabrielle
- Andrée Damant : la grand-mère de Bertrand
- Patrick Bosso : le voisin
- Vincent Desagnat : le patient de Suzanne
- Bérengère Krief : la patiente de Stéphane en échographie
- Tibo Drouet : le serveur du restaurant
- Vincent Clerc : joueur du RC Toulon
- Xavier Chiocci : joueur du RC Toulon
- Isabelle Ithurburu : présentatrice du Canal Rugby Club
- Emilie Arthapignet : Mélanie

## Accueil

### Accueil critique
En France, le site Allociné propose une note moyenne de 2,4⁄5 à partir de l'interprétation de critiques provenant de quatorze titres de presse.

### Box-office
| Pays ou région | Box-office      | Date d'arrêt du box-office | Nombre de semaines |
| -------------- | --------------- | -------------------------- | ------------------ |
| France         | 385 303 entrées | 23 janvier 2019            | 5                  |

Doté d'un budget de 8 100 000 €, ce film a enregistré 385 303 entrées dans les salles de cinéma françaises pour 3 623 355 € de recettes, soit une rentabilité de 45%.